# Томсон, Хью
Хью То́мпсон (англ. Hugh Thomson, 1860—1920) — художник-иллюстратор из Ольстера. Считается (наряду с Артуром Рэкхэмом и Эдмундом Дюлаком) одним из трёх лучших иллюстраторов книг эдвардианского стиля.

## Биография

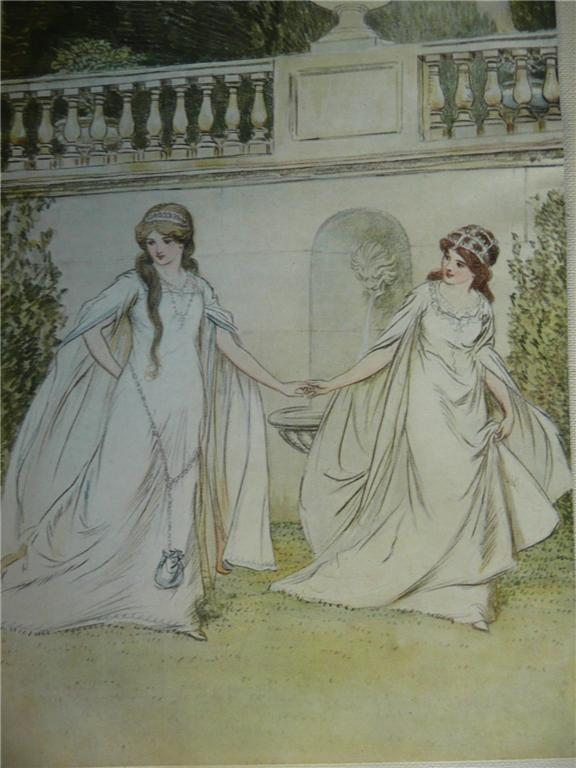
Розалинда и Селия, 1909, илл. к комедии Шекспира «Как вам это понравится»

Был самоучкой, не получил почти никакого специального образования.
В отрочестве работал посыльным в компании торговцев тканями «Гиббонс и Сыновья».
В 14 лет в Белфасте попал в ученики в типографию небольшого издательства «Marcus Ward & Co», производящего календари и поздравительные открытки, — и там впервые начал рисовать с одобрения и при поддержке владельца фирмы.
Художник-иллюстратор Джон Виникомб (англ. John Vinycomb) помог Томпсону развить его талант, особенностями которого были — внимание к мелочам, умение использовать различные изобразительные средства, уникальные способности схватывать характеры людей, детали интерьера и окружающего мира.
Помимо прочего, мастерски овладел техникой акварели.
В 1884 году женился на Джесси Нейсмит Миллер (англ. Jessie Naismith Miller) и перебрался в Лондон, где поступил на работу в издательство «Макмиллан и К°». Иллюстровал серии исторических книг, сельскохозяйственные брошюры, английские пособия по коучингу.
Сотрудничал с журналом «The English Illustrated Magazine».
Иллюстрировал произведения многих писателей викторианской эпохи, среди которых: Чарльз Диккенс, Оливер Голдсмит, Элизабет Гаскелл, Р. Б. Шеридан, Роберт Бьюкенен, Джордж Элиот, Уильям Теккерей.
В 1894—1898 годах он иллюстрирует пять романов Джейн Остин: «Гордость и предубеждение», «Мэнсфилд-парк», «Доводы рассудка», «Эмма», «Чувство и чувствительность».
Моделью иллюстраций к двум последним романам Остин была вторая жена художника, — Кэтрин.
Томпсон скончался от болезни сердца в своём доме, 8 Паттен-роуд, Wandsworth Common, 7 мая 1920 года.
Творческое наследие художника продолжило активно жить, в частности, благодаря его иллюстрациям к популярной комедии из английской жизни XIX века. Джеймса Барри «Кволити-стрит» («Достойная улица», англ. «Quality Street», 1901), долгие годы украшавшими коробки с шоколадными конфетами — «Quality Street».

## Галерея

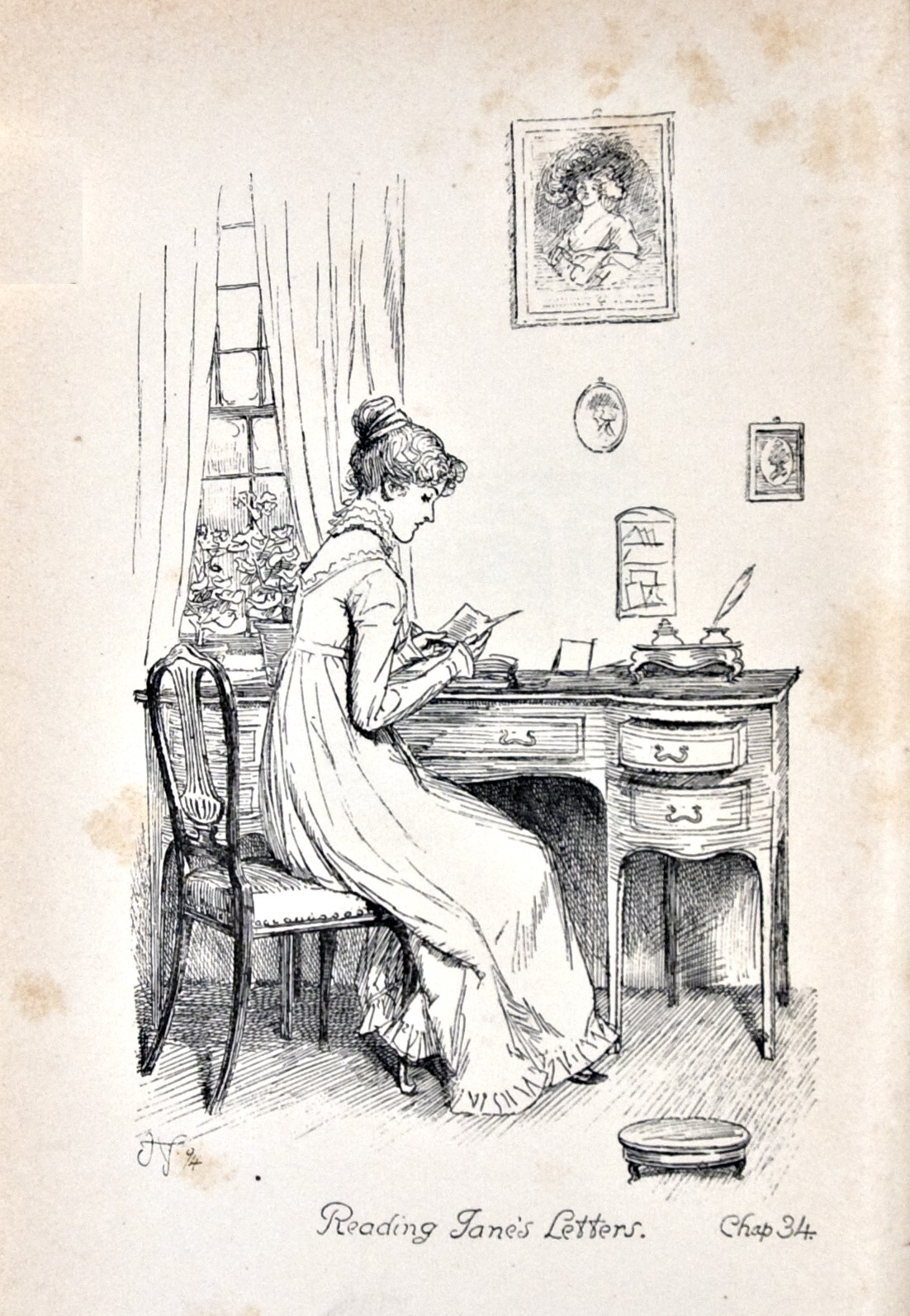
"Читая письмо Джейн". «Гордость и предубеждение», 1894 год.
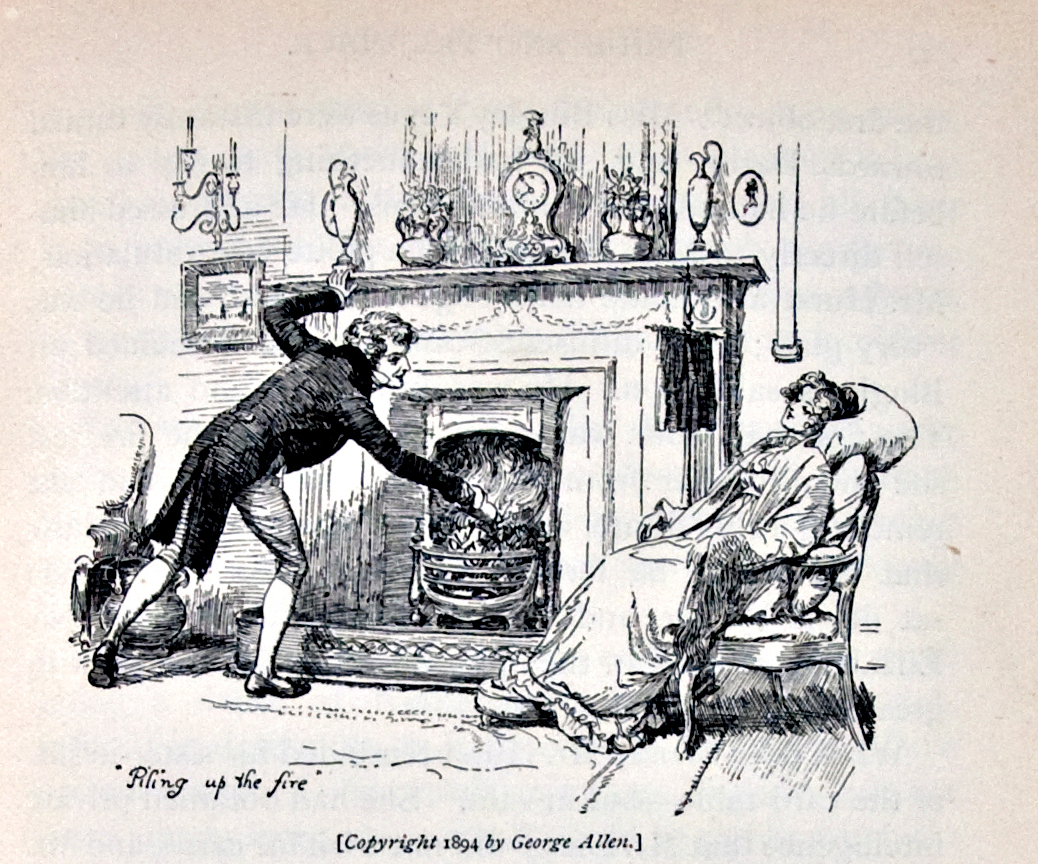
"Прибавка жару". «Гордость и предубеждение», 1894 год.
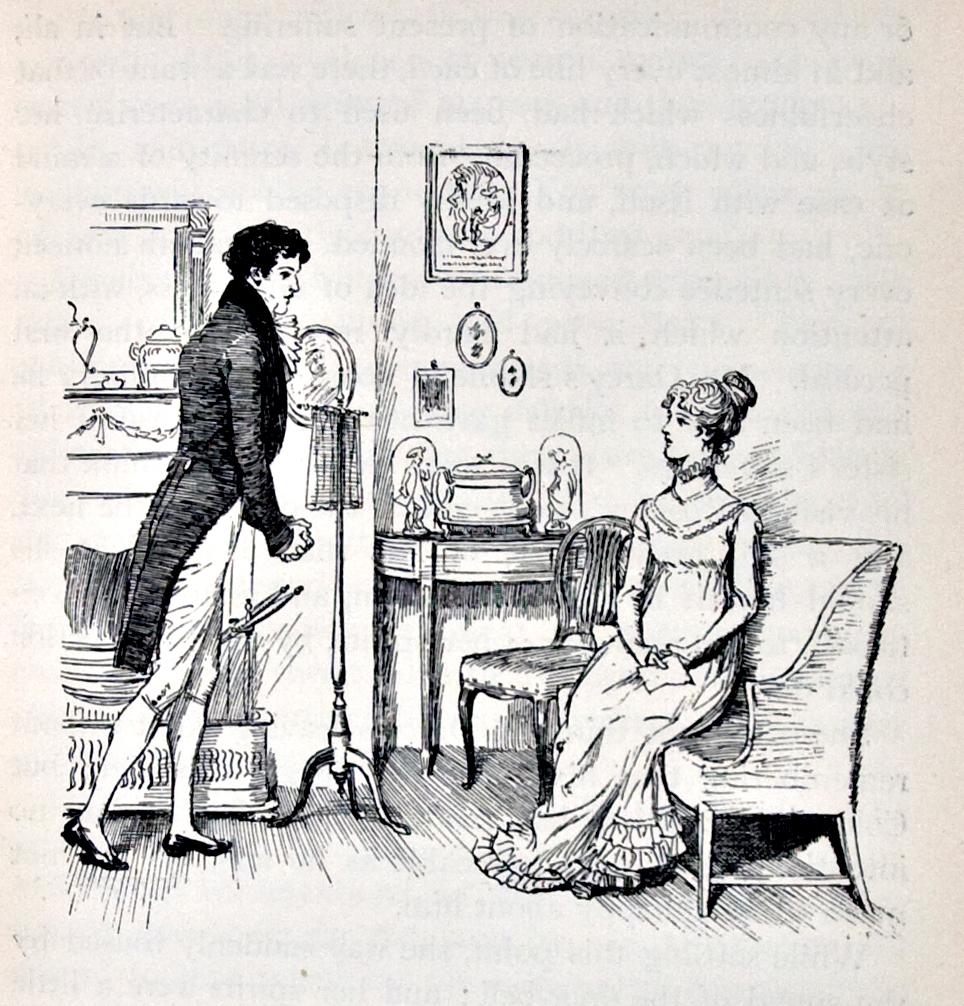
Начало главы 34 (Дарси делает предложение Элизабет). «Гордость и предубеждение», 1894 год.
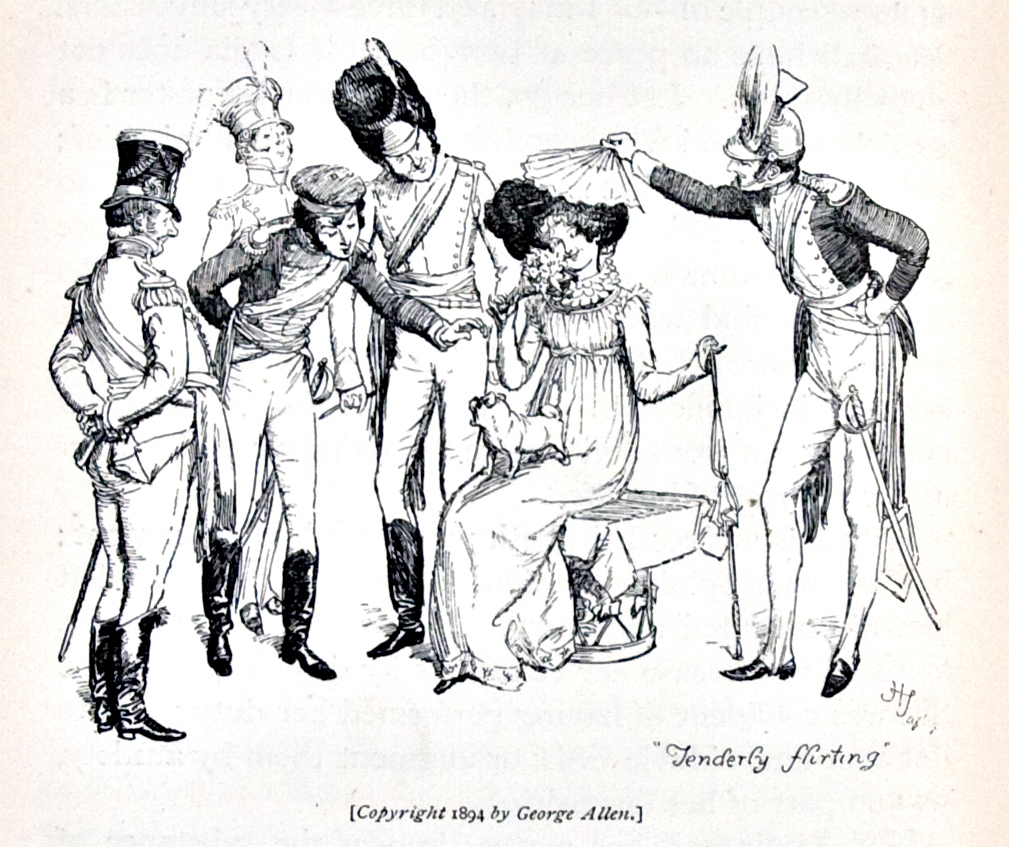
"Чуточку флиртуя", с.292. «Гордость и предубеждение», 1894 год.
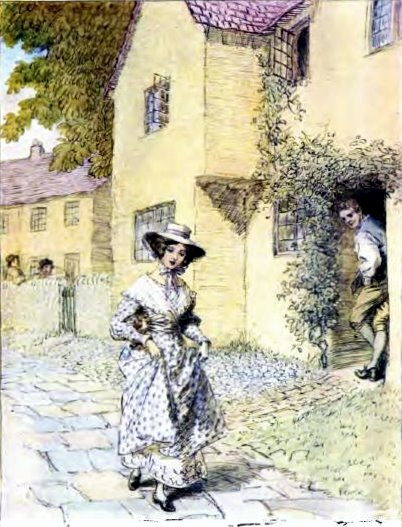
Фронтиспис издания «Сцен из жизни духовенства»[англ.] Джордж Элиот, «MacMillan», 1906 год.

## Издания
- Шекспир, Уильям. Как вам это понравится. СПб.: Белый город, 2010. — 264 с. — Тираж: 2000 экз. (Серия: «Книжная классика») — ISBN 978-5-7793-1805-1
- Остин, Джейн (Austen, Jane). The Complete Novels. — Eastleach: CRW Publishing Ltd., 2007. — 720 р. — ISBN 978-1-905716-32-6 [подарочное издание]